# Oldsmobile Cutlass Ciera
Der Oldsmobile Cutlass Ciera war ein vom US-amerikanischen Automobilhersteller General Motors unter der Automobilmarke Oldsmobile von Sommer 1981 bis Ende 1996 gebauter Pkw der Mittelklasse. 
Der Cutlass Ciera, der ab dem Modelljahr 1995 nur noch Ciera hieß, basierte auf der A-Plattform von General Motors und war eng verwandt mit dem Chevrolet Celebrity, dem Pontiac 6000 und dem Buick Century. 
Diese Modelle auf Basis der A-Plattform mit Frontantrieb lösten die für das Modelljahr 1978 eingeführten, erstmals verkleinerten Mittelklassemodelle Chevrolet Malibu, Buick Century, Pontiac Le Mans und Oldsmobile Cutlass ebenfalls mit A-Plattform und Hinterradantrieb ab. Deren Coupé-Varianten wurden allerdings noch einige Jahre weiterproduziert, ebenso wie die Kombi-Versionen (bis zum Erscheinen des frontgetriebenen Nachfolgemodells). 
Gegenüber der älteren A-Plattform-Modellen waren die der neuen Generation erneut kleiner, leichter und sparsamer.

## Modellgeschichte
- 1981: Mit Beginn des Modelljahres 1982 im Sommer 1981 erschien der Cutlass Ciera als Coupé und als Limousine in den Ausstattungen Basis, LS und Brougham. Den Antrieb übernahm der von Pontiac stammende 2,5 Liter-Reihenvierzylinder mit 91 PS, ein Dreiliter-V6-Motor mit 112 PS – beide als Ottomotoren oder ein 86 PS starker 4,3 Liter-Diesel-V6, alle serienmäßig mit einer Dreigangautomatik versehen.

- 1983: Die bisherigen Basismodelle wurden eingestellt, und im Laufe des Jahres ersetzte eine Viergangautomatik bei einigen Motoren die frühere Dreigangeinheit. Neu ins Programm kam zudem das ES-Paket mit Sportfahrwerk, Breitreifen und mattschwarzem Dekor.

- 1984: Neben dem Coupé und der Limousine wurde nun ein fünftüriger Kombi angeboten, der unter der Bezeichnung Cutlass Cruiser verkauft wurde. Alle Modelle gab es auf Wunsch auch mit einem 3,8 Liter-V6 (142 PS).

- 1985: Front- und Heckpartie erfuhren leichte Retuschen. Als Sondermodell wurde weiterhin der ES angeboten, dazu ein neues GT-Modell mit dem 3,8 Liter-V6 und das Holiday Coupé (eine Oldsmobile-Traditionsbezeichnung, die auf die fünfziger Jahre zurückgeht) mit gehobener Ausstattung. Im Frühjahr 1985 wurde der Dieselmotor mangels Nachfrage gestrichen.

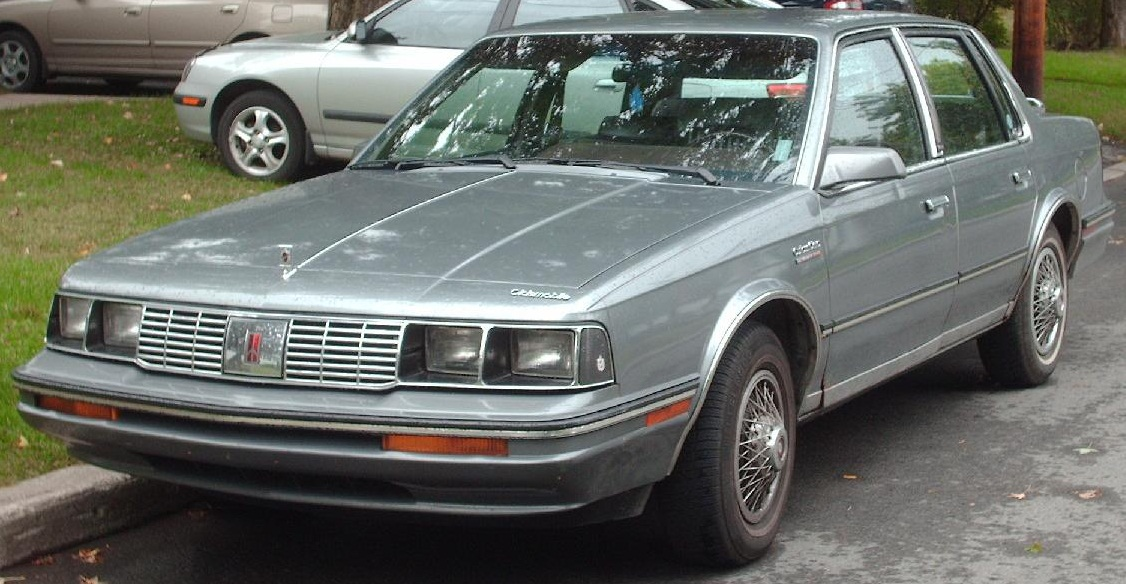
Oldsmobile Cutlass Ciera (1985–1989)
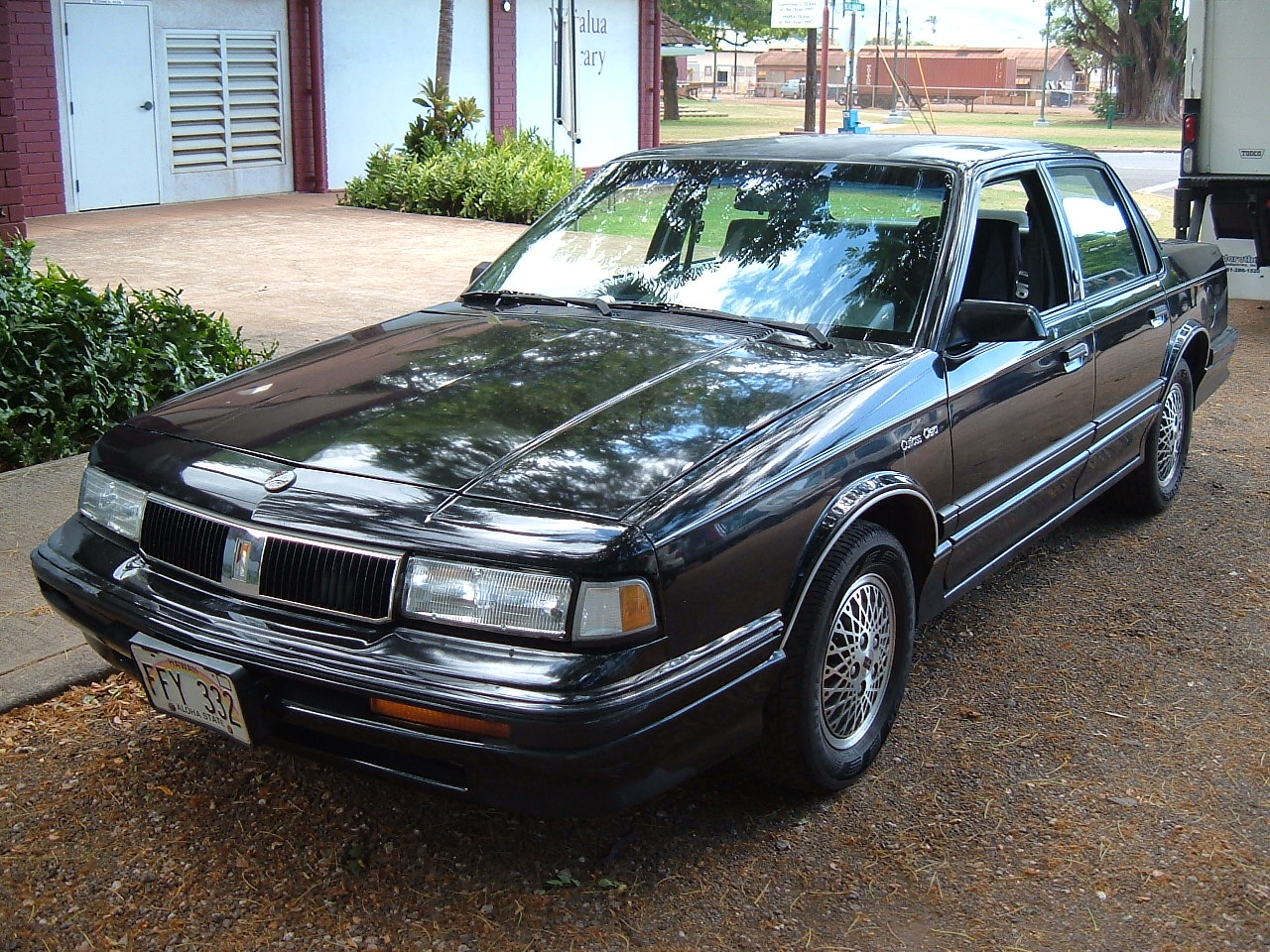
Oldsmobile Cutlass Ciera International Series (1988–1991)

- 1986: Das Modellprogramm wurde neu geordnet und umfasste nun die Versionen Basis, S und Brougham. Die GT- und ES-Modelle blieben weiterhin lieferbar. Den Dreiliter-V6-Motor ersetzte das 2,8 Liter große Chevrolet-Aggregat. Ab März 1986 erhielten die Coupés eine nicht mehr senkrecht stehende, sondern nun nach vorne geneigte C-Säule.

- 1987: Der zuvor als separates Modell vermarktete Kombi wurde in das Cutlass Ciera-Programm integriert; es gab ihn als Basismodell und als Brougham. Die teureren Ausführungen aller Modelle erhielten anstelle der vier separaten Rechteckscheinwerfer neue Breitbandscheinwerfer, die zwischenzeitlich gesetzlich zugelassen waren.

- 1988: Als sportliches Topmodell der Baureihe wurde der Cutlass Ciera International Series eingeführt, welcher serienmäßig mit dem 3,8 Liter-V6 ausgerüstet war. Alle Modelle besaßen nun serienmäßig Breitbandscheinwerfer.

- 1989: Ein umfangreiches Facelift an Front und Heck frischte den Cutlass Ciera auf, die Limousine wies dazu ein verändertes Dach auf. Ein neuer 3,3 Liter-V6 (162 PS) ersetzte den bislang angebotenen 3,8-Liter.

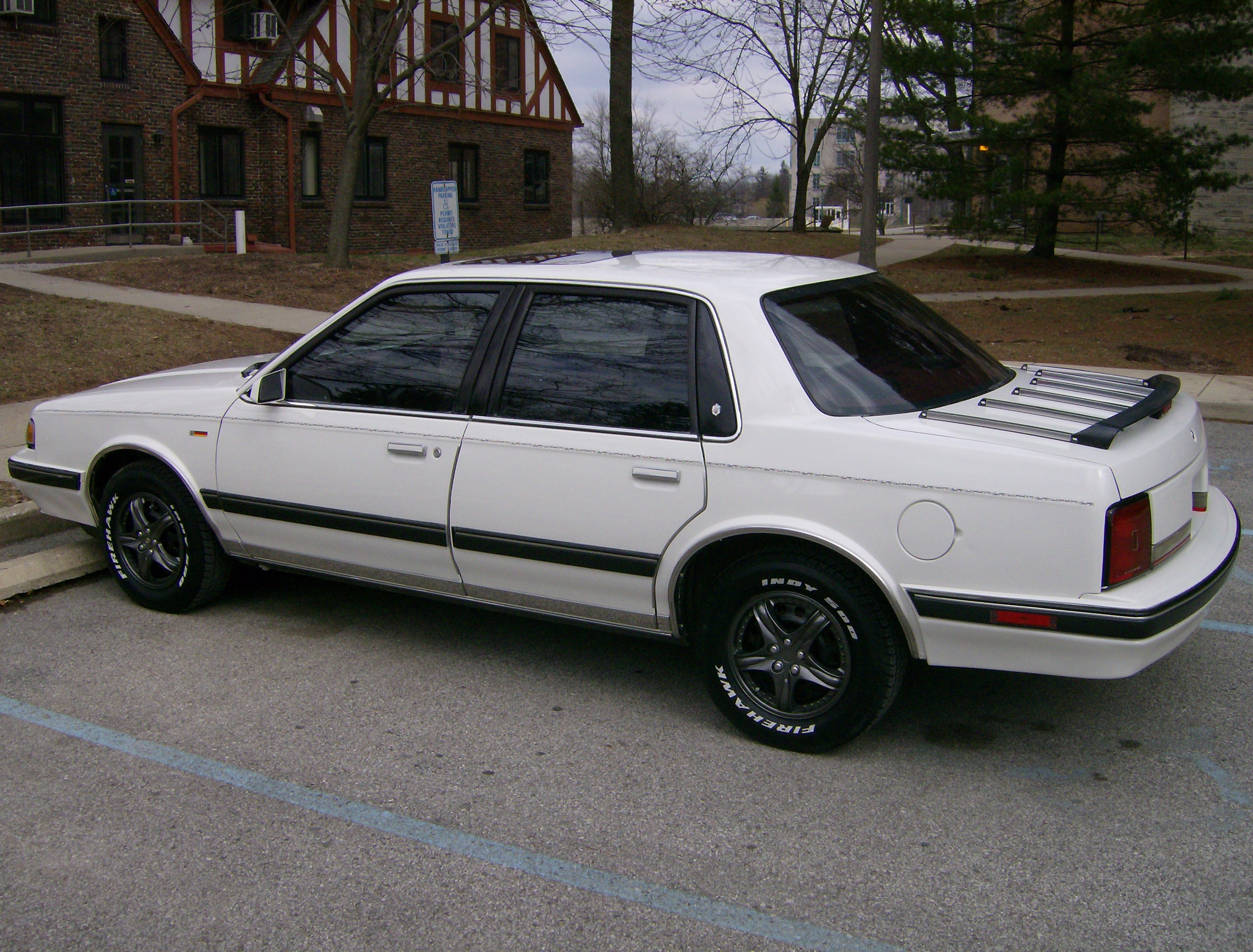
Oldsmobile Cutlass Ciera Sedan (1989–1995)
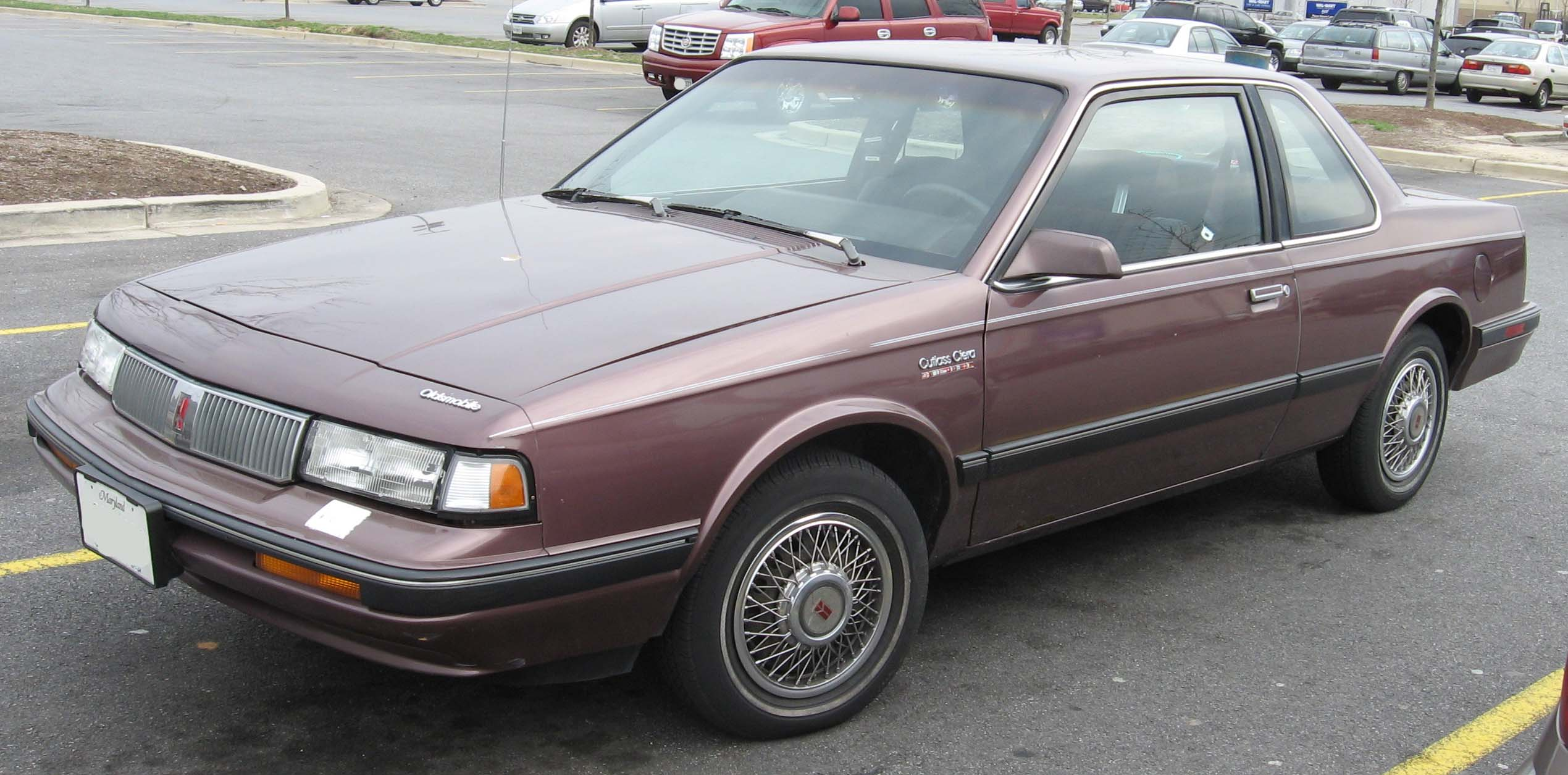
Oldsmobile Cutlass Ciera Coupé (1989–1995)
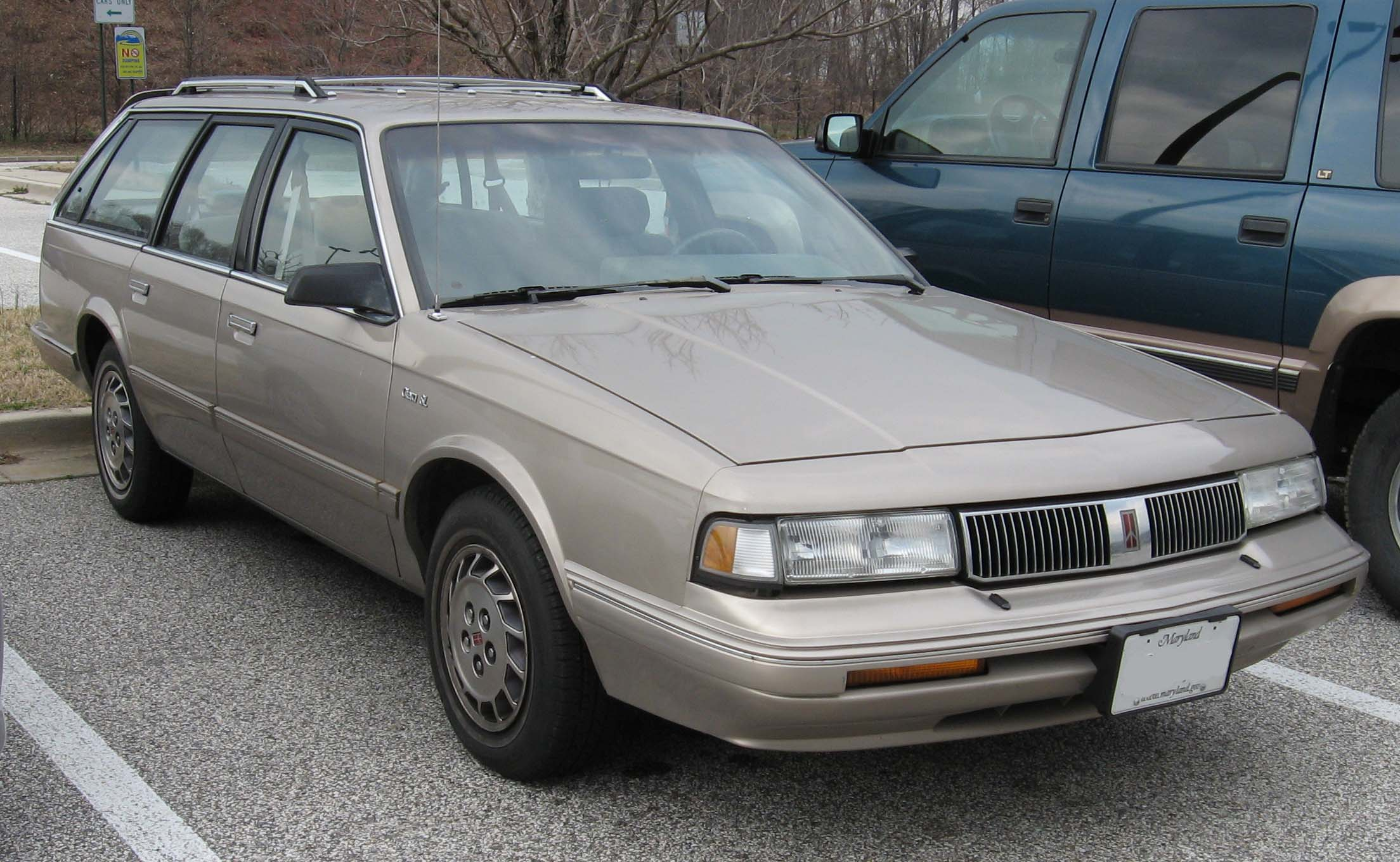
Oldsmobile Cutlass Ciera Cruiser (1989–1995)

- 1990: Die Modellpalette wurde umstrukturiert, im Angebot standen jetzt eine Basis-Limousine, der S als Coupé, Limousine und Kombi, der SL als Limousine und Kombi und der International Series als Coupé und Viertürer. Motorseitig waren nur noch der auf 112 PS erstarkte Vierzylinder und der 3,3 Liter-V6 lieferbar.

- 1991: Der International Series entfiel.

- 1992: Das Angebot wurde auf vier Modelle begrenzt: den Cutlass Ciera S und SL, jeweils als Limousine und Kombi; das Coupé entfiel. Dennoch war der Ciera mit etwa 140.000 Exemplaren Oldsmobiles meistverkauftes Auto in diesem Jahr.

- 1993: Die SL-Modelle wurden serienmäßig mit Fahrer-Airbag ausgestattet. Neuer Basismotor war ein 2,2 Liter-Vierzylinder mit Einspritzung (112 PS), welcher an eine Dreigangautomatik gekoppelt war.

- 1994: Weitere Reduktion der Modellpalette auf die Versionen Sedan S (Limousine) und Cruiser S (Kombi). Der Vierzylinder leistete jetzt 122 PS, im Kombi war ein 3,1 Liter-V6 mit 162 PS serienmäßig; der 3,3-Liter entfiel.

- 1995: Die Bezeichnung Cutlass entfiel, Limousine und Kombi hießen nunmehr Ciera SL.

- 1996: Ende des Jahres wurde der Ciera eingestellt und durch einen neuen Cutlass auf Basis der N-Plattform ersetzt.

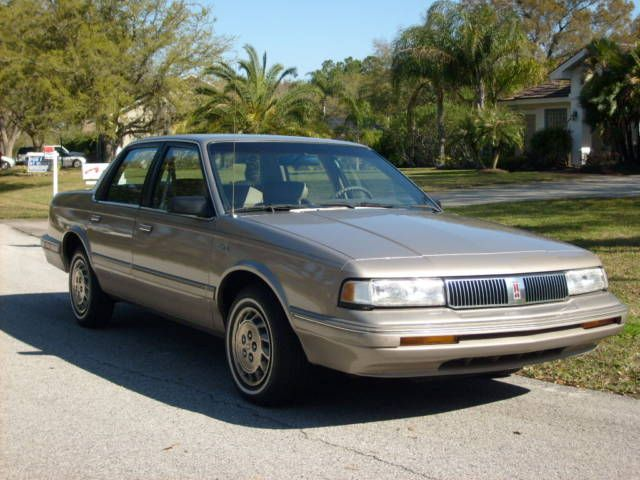
Oldsmobile Ciera SL (1995–1996)

Insgesamt entstanden vom Cutlass Ciera in 15 Jahren rund 2,91 Millionen Stück.

## Populärkultur
Im 1996 erschienenen Thriller Fargo von Ethan und Joel Coen fahren die Bösewichte einen von ihrem Auftraggeber zur Verfügung gestellten Wagen dieses Typs, im Film durchgehend nur als Ciera bezeichnet.